# Assistant Secretary of State for Intelligence and Research

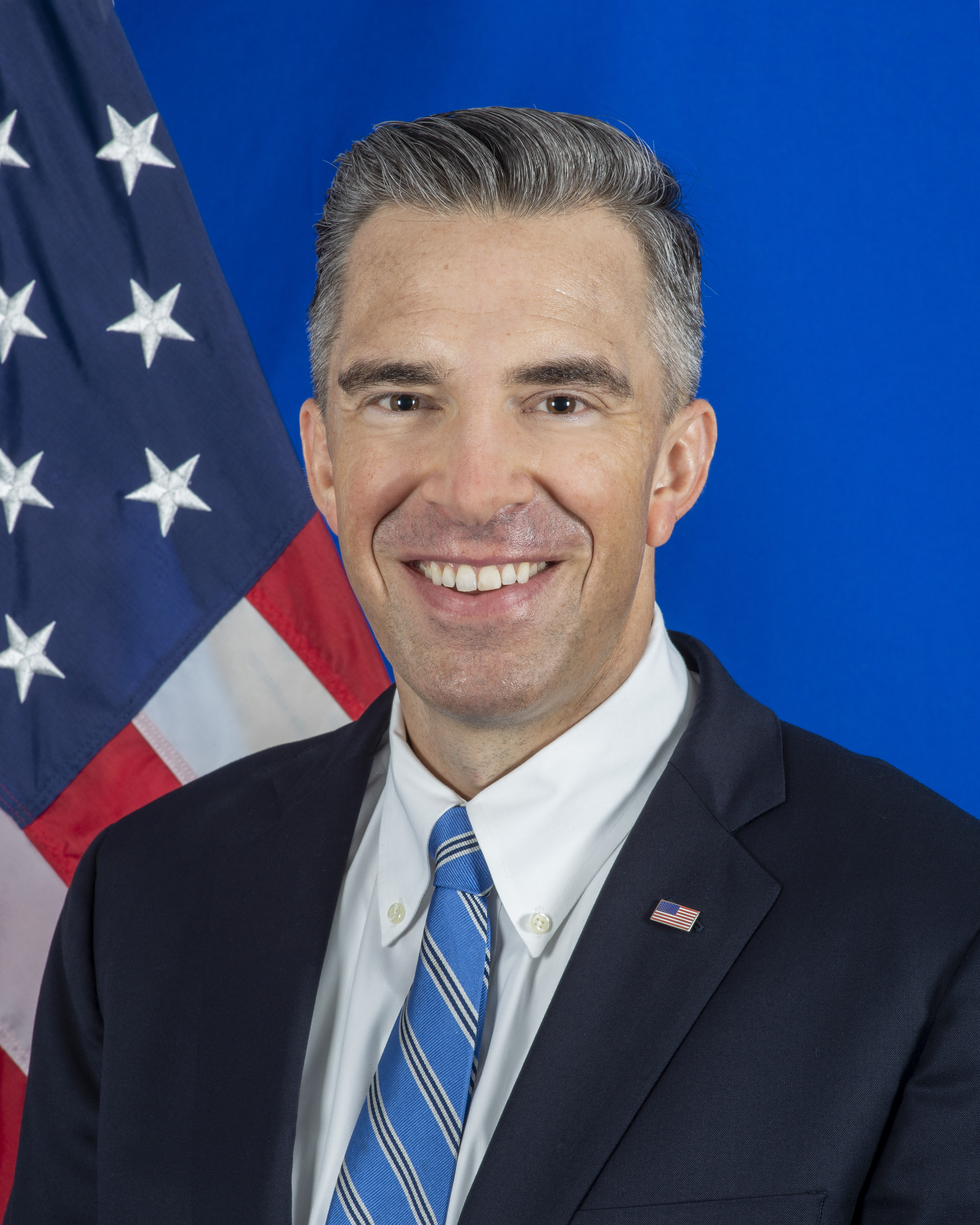
Brett M. Holmgren, derzeitiger Assistant Secretary

Organigramm: Die administrative Gliederung des Außenministeriums (englisch)

Der Assistant Secretary of State for Intelligence and Research ist ein Amt im Außenministerium der Vereinigten Staaten und Leiter des Bureau of Intelligence and Research. Er untersteht dem Außenminister der Vereinigten Staaten.
Am 10. Oktober 1957 wurde der Posten des Directors des Bureau of Intelligence and Research kreiert, der mit einem Assistant Secretary of State gleichrangig ist. Seit dem August 1986 hat er durch den Kongress den Titel des Assistant Secretary of State.

## Amtsinhaber
| Amtszeit   | Name                    | Bemerkung        |
| ---------- | ----------------------- | ---------------- |
| 1957–1961  | Hugh Smith Cumming Jr.  |                  |
| 1961–1963  | Roger Hilsman Jr.       |                  |
| 1963–1969  | Thomas L. Hughes        |                  |
| 1969–1973  | Ray S. Cline            |                  |
| 1974–1975  | William G. Hyland       |                  |
| 1975–1978  | Harold Henry Saunders   |                  |
| 1978–1979  | William Garton Bowdler  |                  |
| 1980–1981  | Ronald I. Spiers        |                  |
| 1981–1985  | Hugh Montgomery         |                  |
| 1985–1989  | Morton Isaac Abramowitz |                  |
| 1989–1993  | Douglas P. Mulholland   |                  |
| 1993–1997  | Toby Trister Gati       |                  |
| 1997–1999  | Phyllis Elliott Oakley  |                  |
| 1999–2001  | J. Stapleton Roy        |                  |
| 2001–2003  | Carl W. Ford            |                  |
| 2004–2005  | Thomas Fingar           |                  |
| 2006–2009  | Randall M. Fort         |                  |
| 2010–2013  | Philip S. Goldberg      |                  |
| 2014–2018  | Daniel Bennett Smith    |                  |
| 2019–2021  | Ellen E. McCarthy       |                  |
| 2021       | Kin W. Moy              | geschäftsführend |
| 2021–2024  | Brett M. Holmgren       |                  |
| 2024–2025  | Lisa D. Kenna           |                  |
| 2025       | Leila Gardner           |                  |
| 2025-heute | Donald Blome            |                  |